# 楊家將 (無綫電視劇)
《楊家將》（英語：The Yang's Saga）是香港電視廣播有限公司拍攝製作的古裝動作劇集，全劇共6集，監製李添勝，此劇為無綫電視18週年台慶劇，故事主要講述楊家將的傳奇故事。
本劇首五集安排在《歡樂今宵》時段內播出，是為了狙擊對手亞洲電視首屆亞洲小姐冠軍黎燕珊代表香港參加1985年度亞太小姐競選。1985年10月，無綫電視在兩週內，動員全台力量拍攝本劇，並於10月21日至25日播映本劇，每集時長半小時。10月26日，亞太小姐競選決賽於灣仔伊利沙伯體育館舉行，當晚翡翠台則播放本劇三小時加長版連大結局以對撼。本劇演員陣容空前絕後，是當時無綫有史以來藝員最多的電視劇集，本劇創新之處在於加入類似希臘神話的情節，天界諸神因賭氣而捉弄楊家將。

## 故事大綱
故事講述趙匡胤（宋太祖）被其弟趙光義（即宋太宗）燭影斧聲所殺，冤魂告上天庭玉皇大帝面前，玉帝為懲治趙光義妄自擾亂天數，於是派赤鬚龍母（遼國蕭太后）下凡破壞宋朝江山。九天玄女後來進諫，說宋朝國祚應有三百年，如大宋滅亡也是亂了天數。於是玉帝再派天鵬神（楊業）、文曲星（包拯）、天機星（寇準）三神下凡協助大宋對抗遼國，天鵬星下凡途中誤傷山鼠妖（潘洪），虽然观世音介入调解，仍然坚持向楊業报复。雷震子（楊七郎）與天黃女（楊七娘）因互生情愫，被九天玄女貶到凡間受夫妻之苦。
為了爭奪柴郡主的婚事，楊六郎與潘洪長子潘龍結怨，最後由楊六郎娶得柴郡主。後來楊七郎失手打死了潘洪的兒子潘豹。未幾遼國起兵犯宋，開始了楊家將助大宋討遼的故事。出師伐遼期間，潘洪勾結遼國，設計令楊家將全軍覆沒。老令公楊業兵敗自殺，楊大郎和楊二郎被下毒後復遭刀殺，楊三郎中伏後被遼軍用雙馬拖行斬殺，楊七郎雖奮勇衝出重圍，卻被潘洪生擒，其後以行刑式先割頭皮破雷神金身，再遭亂箭射殺，棄屍荒灘，楊四郎被俘但獲遼國青蓮公主青睞招為駙馬，楊五郎為五台山高僧所救，出家為僧。事後潘洪掌握邊關兵權，楊七娘到邊境尋訪楊七郎的屍首，被華山聖母相助，並告知楊七郎本尊已回到天庭，楊七娘還要在凡間度數十年。
得到了楊七郎的屍首後，楊六郎告御狀，皇帝派呼延丕顯到邊關以「賞賜」為名收回潘洪兵權，並將其收押，潘龍潘虎逃走並投靠遼國。八贤王推荐包拯審理此案但遭潘妃反对。宋太宗在包拯为避偏袒杨家之嫌，起用小官寇準審理此案，並在八賢王協助下拆穿潘妃為救父親行賄橫蠻的行為。最後潘洪被判發配邊疆，六郎在途中在五郎相助下，趁機將潘氏父子一併消滅，為戰死的父兄及五萬楊家軍報仇。潘妃要求處死楊六郎時，遼國卻大軍壓境，宋太宗只好赦免楊六郎的罪行，並以他為大將征遼。
八仙的呂洞賓為與師父漢鍾離鬥气而助遼國，盜去了誅仙劍擺下天門陣，六郎征遼被困陣中，楊令婆得漢鍾離指點，親率四郎、五郎及楊門女將破陣救出六郎。眾人追擊蕭太后時，青蓮為救四郎而死。四郎因青蓮之死而耿耿於懷，最後棄情深義重的四娘飄然遠去。五郎則看穿红尘重回五台山，呂洞賓與漢鍾離和解回到仙界。宋太宗下旨重賞楊家，但楊令婆因多名兒子慘死及離去，決意告老歸田，安逸生活。

## 演員表

### 天波府楊家將
- 楊令公楊業（天鵬神托世）——楊澤霖 飾
- 楊令婆佘賽花——湘漪 飾
- 楊大郎延玉——黎漢持 飾
- 楊大娘張金定——歐陽佩珊 飾
- 楊二郎延定——吳鎮宇 飾
- 楊二娘雲翠英——商天娥 飾
- 楊三郎延安——李國麟 飾
- 楊三娘羅素梅——毛舜筠 飾
- 楊四郎延輝——苗僑偉 飾
- 楊四娘羅氏女——龔慈恩 飾
- 楊五郎延德——黃日華 飾
- 楊五娘馬賽英——謝寧 飾
- 楊六郎延昭——劉德華 飾
- 楊六娘柴郡主——劉嘉玲 飾
- 楊七郎延嗣（雷震子托世）——梁朝偉 飾
- 楊七娘杜金娥（天黄女托世）——曾華倩 飾
- 楊八妹延琪——楊盼盼 飾
- 楊九妹延瑛——周海媚 飾
- 家將孟良——秦煌 飾
- 焦贊——陳榮峻 飾
- 杜大娘——李香琴 飾

### 宋朝皇族朝臣大將
- 宋太祖趙匡胤——林立三 飾
- 宋太宗趙光義——李龍基 飾
- 宋——呂有慧 飾
- 潘妃——莊靜而 飾
- 八賢王趙德芳——湯鎮業 飾
- 包拯（文曲星托世）——盧海鵬 飾
- 寇準（天機星托世）——夏雨 飾
- 潘洪（山鼠妖托世）——劉兆銘 飾
- 潘龍——駱應鈞 飾
- 潘虎——陶大宇 飾
- 潘豹——潘宏彬 飾
- 潘夫人——蘇杏璇 飾
- 張御史——秦沛 飾
- 崔公公——何貴林 飾
- 呼延贊——劉丹 飾
- 呼延丕顯——廖啟智 飾

### 遼國皇族大將
- 蕭太后（赤鬚龍母托世）——李琳琳 飾
- 遼王——劉江 飾
- 二公主碧蓮——唐麗球 飾
- 大公主青蓮——戚美珍 飾
- 蕭天佐 （天將，受呂洞賓指示，下凡扶遼滅宋）——郭鋒 飾
- 蕭天佑（天將，受呂洞賓指示，下凡扶遼滅宋）——許紹雄 飾

### 天界諸神及其他角色
- 八仙：呂洞賓——周潤發 飾
- 八仙：何仙姑——鄭裕玲 飾
- 八仙：韓湘子——萬梓良 飾
- 八仙：漢鍾離——譚炳文 飾
- 八仙：曹國舅——張英才 飾
- 八仙：藍采和——陳復生 飾
- 八仙：張果老——鮑方 飾
- 八仙：鐵拐李——朱鐵和 飾
- 玉皇大帝——曾江  飾
- 華山聖母——汪明荃 飾
- 觀音大士——趙雅芝 飾
- 九天玄女——張曼玉 飾
- 金童——李樹佳 飾
- 玉女——邵美琪 飾
- 鬼谷子——黃允財 飾
- 五台山高僧——吳孟達 飾
- 二郎神——談泉慶 飾

## 軼事
- 本劇為無綫五虎將（黃日華、苗僑偉、湯鎮業、劉德華和梁朝偉）惟一一齣同時演出的劇集，其中四人在劇中更飾演兄弟。
- 本劇飾演佘太君的湘漪，曾在《楊門女將》中演出同一角色。
- 本劇飾演楊四郎及其遼國妻子的演員苗僑偉及戚美珍，拍攝本劇時為情侶，及後更結成夫婦。
- 根據苗僑偉的回憶，由於此劇動員全台上下，故當時趕拍此劇時，大部份演員也至少有另一組劇集在身。
- 本劇是周潤發至今為止最後一部電視劇，此後他全身投入電影圈發展。

## 影碟發行
以下所有影碟發行均由電視廣播（國際）有限公司授權：
香港發行代理商現代音像（國際）有限公司推出發行了《楊家將》VCD（2000年推出發行）及DVD（2009年推出發行）影碟零售版本，VCD影碟將已播放的集數並製作成5隻碟作為少部分的片段刪剪版本，每隻碟跟電視劇的每集片長約45分鐘一樣，設有粵語及國語發音版本並配上繁體中文字幕（本字幕以對認國語發音為準）；DVD影碟收錄全套6集，共2隻碟，設有粵語及國語發音版本，自選開啟或關閉繁體中文、簡體中文及英文字幕，此影碟於2012年由華娛有限公司取代舊發行代理商重新發行。
台灣發行代理商弘音多媒體科技股份有限公司於2008年推出發行了《楊家將》DVD影碟零售版本，此影碟燒錄VCD香港版的5隻碟作為集數，共1隻碟，設有粵語及國語發音版本並配上非隱藏繁體中文字幕（本字幕以對認國語發音為準）。
美國發行代理商泰盛娛樂公司於2009年推出發行了《楊家將》DVD影碟零售版本，此影碟收錄全套6集，共1隻碟，設有粵語及國語發音版本，自選開啟或關閉繁體中文、簡體中文及英文字幕。

## 外部連結
- 無綫電視官方網頁(TVBI) - 楊家將 （页面存档备份，存于）
- 《楊家將》 GOTV 第1集重溫
- 豆瓣电影上《楊家將》的資料 （简体中文）

| 香港無綫電視翡翠台 星期一至五 10:00-10:30 早上劇集時段 | 香港無綫電視翡翠台 星期一至五 10:00-10:30 早上劇集時段 | 香港無綫電視翡翠台 星期一至五 10:00-10:30 早上劇集時段 |
| ------------------------------------------------------ | ------------------------------------------------------ | ------------------------------------------------------ |
|                                                        | 楊家將 （2011.12.01 - 2011.12.16）                     |                                                        |
| 鹿鼎記 （2011.08.04 - 2011.11.30）                     | 楊門女將 （2012.01.03 - 2012.04.03）                   |                                                        |

| 香港無綫電視翡翠台午夜劇集時段（傳承·經典55） · 星期一（星期日深夜） 00:00-01:00 · 星期二至六（星期一至五深夜） 00:05-01:05 · 星期六 23:35-翌日00:35 | 香港無綫電視翡翠台午夜劇集時段（傳承·經典55） · 星期一（星期日深夜） 00:00-01:00 · 星期二至六（星期一至五深夜） 00:05-01:05 · 星期六 23:35-翌日00:35 | 香港無綫電視翡翠台午夜劇集時段（傳承·經典55） · 星期一（星期日深夜） 00:00-01:00 · 星期二至六（星期一至五深夜） 00:05-01:05 · 星期六 23:35-翌日00:35 |
| --- | --- | --- |
| | 楊家將 （2022.10.08－2022.10.13） | |
| 誇世代 （2022.08.19 - 2022.10.07） | 成吉思汗 （2022.10.14 - 2022.10.23） | |